# Ванту
Ванту (фр. Ventoux, окс. Ventor, Ventour) — гора в Провансі на півдні Франції.

## Географія
Висота над рівнем моря — 1912 м. Гора Ванту розташована на території департаменту Воклюз за 20 км на північний схід від міста Карпантрас. На вершині гори розташована метеорологічна обсерваторія. На сході тягнеться гірський кряж Дантель-де-Монмірай.

## Історія
Сходження на гору Ванту відвідувалися ще з часів античності. У 1320 — 1330-х pp. гору відвідав відомий французький філософ Бурідан. Перше задокументоване сходження здійснив учень Варлаама Калабрійського італійський поет Франческо Петрарка, що зійшов на вершину 1336 року зі своїм братом. Про це Петрарка написав у латинськомовному листі від 26 квітня 1336 року, адресованому італійському гуманістові Діоніджі да Борґо Сан Сеполькро. . На початку XX століття на гору Ванту підіймався провансальський поет Фредерік Містраль. Французький природознавець Жан Анрі Фабр, який мешкав біля підніжжя гори Ванту, використовував її як природну лабораторію.
Людське втручання відбувається з часів середньовіччя. З XII століття багато лісів на схилах гори було вирубано. З 1860 деякі ділянки лісів взяті під охорону, частину відновлено. 1990 року під егідою ЮНЕСКО було створено біосферний заповідник (810 км²). Типова рослинність — хвойні породи, дуб і граб, вище — ялівець . Інтродукований кедр атласький. У лісах мешкає птах — змієїд .
Нині (стан: 2021) по схилах гори прокладено автомобільну дорогу, яка іноді використовується як частина маршруту найпрестижнішої велогонки «Тур де Франс». Фініш цього етапу велогонки відбувається безпосередньо на вершині, біля метеообсерваторії.1967 року на підйомі на Ванту через вживання допінгу помер британський велогонщик Том Сімпсон. На цьому місці на згадку про нього було встановлено пам'ятник . З 1900 до 1976 р. на дорозі (протяжністю 21,6 км, від Бедуена до обсерваторії) проводилися змагання з підйому на пагорб .